# Lidia Kozicka
Lidia Maria Kozicka (ur. 22 lipca 1949 w Grabowcu) – polska polityk, posłanka na Sejm PRL IX kadencji.

## Życiorys
Od 1968 była nauczycielką języka polskiego w szkole podstawowej w Mrocznie. W tym samym roku wstąpiła do Zjednoczonego Stronnictwa Ludowego. Była też członkinią Związku Harcerstwa Polskiego i Związku Nauczycielstwa Polskiego. W 1980 skończyła filologię polską na Uniwersytecie Mikołaja Kopernika w Toruniu. Zasiadała w Gminnym Komitecie ZSL oraz w plenum Wojewódzkiego Komitetu tej partii w Toruniu. Była także członkinią prezydium Rady Gminnej Patriotycznego Ruchu Odrodzenia Narodowego. W latach 1985–1989 pełniła mandat posłanki na Sejm PRL IX kadencji w okręgu Toruń, zasiadając w Komisji Edukacji Narodowej i Młodzieży oraz w Komisji Skarg i Wniosków.